# 福島県道214号芦ノ牧温泉南停車場線
福島県道214号芦ノ牧温泉南停車場線（ふくしまけんどう214ごう あしのまきおんせんみなみていしゃじょうせん）は、福島県会津若松市から南会津郡下郷町に至る一般県道である。

## 路線概要
- 起点：福島県会津若松市大戸町大字大川甲（会津鉄道会津線芦ノ牧温泉南駅前）
- 終点：福島県南会津郡下郷町小沼崎字居平甲
- 総延長：1.814 km[1]
  - 実延長：総延長に同じ
- 路線認定年月日：1987年8月7日[2]

1959年8月31日に国鉄会津線桑原駅から二級国道宇都宮米沢線に至る一般県道桑原停車場線として指定された後、1987年7月16日の会津鉄道への転換と同時に行われた駅名変更により新たに路線認定された。芦ノ牧温泉南駅前より若郷湖の対岸に位置する国道118号へ至る。終点部は会津若松方面、南会津町方面へ分岐するデルタ状の交差点になっている。

### 道路施設
大平跨線橋
- 全長：8.4m
- 幅員：8.3m
- 竣工：1979年[4]

芦ノ牧温泉南駅の北側にて会津鉄道会津線を渡る。
大川湖面橋

## 通過する自治体
- 福島県
  - 会津若松市

## 接続・交差する道路
- 国道118号（国道121号重用区間）（南会津郡下郷町小沼崎字居平甲 終点）

## 沿線
- 会津鉄道 芦ノ牧温泉南駅
- 若郷湖（大川ダム）